# Yaroslav Hunka
Yaroslav Hunka (en ucraniano: Ярослав Гунька; Urman, c. 19 de marzo de 1925) es un militar retirado ucraniano que combatió durante la Segunda Guerra Mundial en las filas de la 14.ª División de Granaderos SS (conocida como la División Galitzia), una formación militar de las Waffen-SS de la Alemania nazi.
Nació en Urmán en Polonia; en 1943 se ofreció como voluntario para combatir en las Waffen-SS. Después del final de la guerra emigró a Canadá donde fijó su residencia. En 2023, apareció en los titulares internacionales después de ser invitado a la Cámara de los Comunes de Canadá por su portavoz, Anthony Rota, en una ovación en la que participaron todos los parlamentarios canadienses incluidos el primer ministro Justin Trudeau y el presidente ucraniano Volodímir Zelenski. Más tarde, se reveló que Hunka había combatido con los nazis, después de que se revelara su pasado el presidente del parlamento canadiense, Anthony Rota, se vio obligado a disculparse ante la comunidad judía internacional y unos días después presentó su dimisión como presidente de la Cámara de los Comunes.

## Biografía
Yaroslav Hunka nació en 1925 en la pequeña localidad de Urman, —entonces parte de Polonia, actualmente ubicada en el óblast de Ternópil en Ucrania— En 1943 se ofreció como voluntario para combatir junto con la Alemania nazi en las filas de la 14.ª División de Granaderos Waffen SS (1.ª División Galitzia), una unidad de las SS compuesta en su mayor parte por voluntarios ucranianos, para detener a las «bestias con una estrella roja en la frente». Aunque individualmente ninguno de los miembros de esta unidad se les ha acusado formalmente de crímenes de guerra por ningún tribunal, a la unidad se le ha acusado de matar civiles judíos y polacos. Durante su periodo de servicio en las SS Galitzia, fue fotografiado entrenando en Múnich y en Neuhammer (actual Świętoszów).
En 1944, la división participó en la defensa de la ciudad ucraniana de Brody, durante la ofensiva de Léopolis-Sandomierz, donde fue prácticamente aniquilada. Solo sobrevivieron 3000 soldados de los 15 000 que inicialmente formaban parte de la unidad, después fueron trasladados a Eslovaquia para descansar y requiparse, donde participaron en la represión del levantamiento partisano en Eslovaquia y posteriormente combatió en Eslovenia contra los partisanos yugoslavos de Tito.
En esa misma época, cuando Hunka ya se encontraba en la División Galitzia, Heinrich Himmler pronunció un discurso en 1944, en que afirmaba que:

Su patria se ha vuelto más hermosa desde que ustedes han perdido – por iniciativa nuestra, debo decir – los residentes que tan a menudo eran una sucia mancha en el buen nombre de Galicia – es decir, los judíos, sé que si te ordené liquidar a los polacos, te daría permiso para hacer lo que estás ansioso por hacer de todos modos.

El Tribunal Militar Internacional en los Juicios de Nuremberg dictaminó en 1946 que las SS eran una organización criminal y que todos sus miembros (voluntarios) eran culpables de crímenes de guerra.
Según el politólogo canadiense de origen ucraniano, Iván Katchanoski, los voluntarios ucranianos de la División Galitzia «Masacraron pueblos enteros habitados por polacos en la región de Galitzia, incluidos niños y mujeres a los que acusaban de vínculos con los partisanos soviéticos». «Siempre fueron considerados colaboradores de los nazis y nunca se les ha visto como héroes en Ucrania».
Después del final de la guerra en Europa, se instaló en el Reino Unido donde se unió a la Asociación de Ucranianos en Gran Bretaña. En 1951, se casó con Margaret Ann Edgerton (1931-2018) y la pareja emigró a Canadá tres años después, instalándose en Toronto, donde criaron a sus dos hijos, Martin y Peter, y se volvieron activos en la comunidad ucraniano-canadiense. Después de graduarse en una escuela técnica, trabajó en la industria aeronáutica y finalmente se convirtió en inspector de De Havilland Aircraft Company.
Cuando se jubiló, Hunka estuvo muy involucrado en la comunidad ucraniana y sus hijos, establecieron el «Yaroslav and Margaret Hunka Ukrainian Research Endowment Fund» en la Universidad de Alberta para promover la investigación académica sobre la Iglesia greco-católica ucraniana. Después de la controversia de 2023 en torno a Hunka, el rector interino de la Universidad de Alberta anunció que cerraría la donación y devolvería los aproximadamente 30 000 dólares canadienses a los hijos de Hunka, diciendo que la universidad «reconoce y lamenta el daño no intencionado causado».
En Canadá, permaneció activo en los círculos de veteranos de las Waffen SS y mantuvo un blog en Internet donde, a principios de la década de 2010, describía los años 1941 a 1943 como los años más felices de su vida, citando «la compañía de chicas encantadoras, amigos descuidadamente alegres, veladas aromáticas en el lujoso parque del castillo y paseos por la ciudad», como puntos destacados.
Además, comparó a los veteranos de la División Galitzia con los judíos, argumentando que ambos grupos se extendieron en diásporas por todo el mundo desde su tierra natal y sólo pudieron regresar después de varios años de exilio. En 2022, Hunka vivía en North Bay, Ontario, y viajó al Gran Sudbury para protestar contra la invasión rusa de Ucrania de ese año. Al describir la situación en Ucrania, dijo a CTV News que «la destrucción es simplemente increíble, pero se necesitarán años y años para reconstruirla... Pero los ucranianos ganarán y Dios bendiga a Ucrania y rezo por ello».

## Visita a la Cámara de los Comunes de Canadá

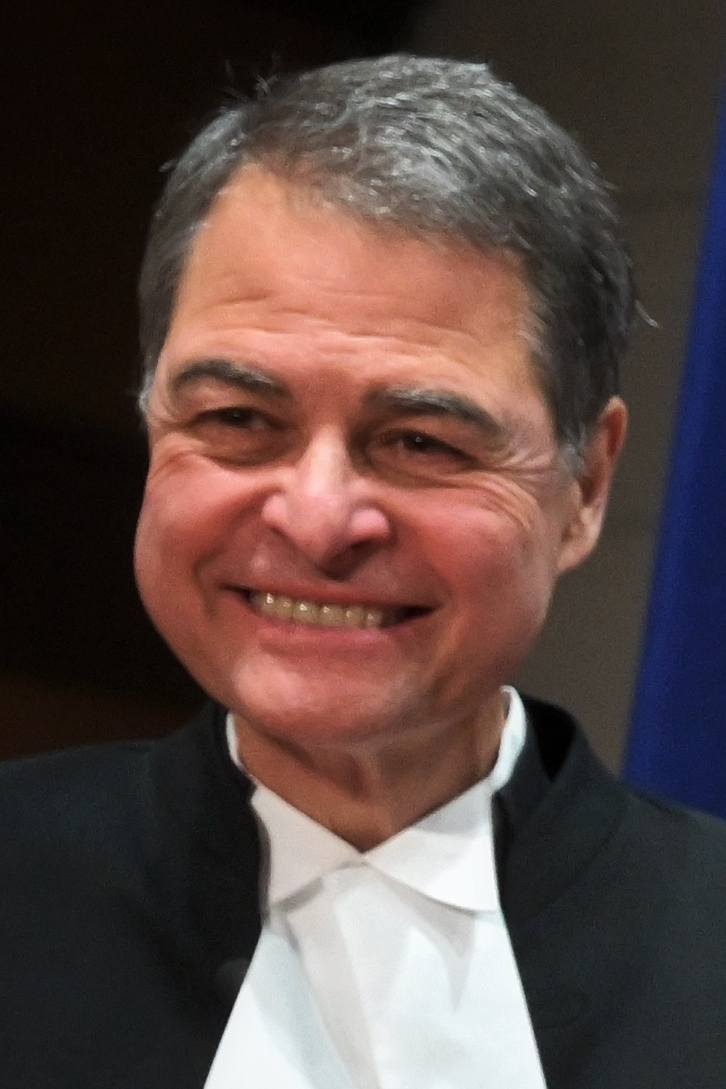
El presidente de la Cámara de los Comunes, Anthony Rota, quien se vio obligado a dimitir de su cargo por el escándalo

En septiembre de 2023, Anthony Rota, presidente de la Cámara de los Comunes, invitó a Hunka a visitar el Parlamento de Canadá, donde el presidente ucraniano Volodímir Zelenski, que en ese momento se encontraba de visita oficial, tenía previsto pronunciar un discurso. El 22 de septiembre de 2023, Rota anunció la presencia de Hunka en la cámara, definiendolo como un «veterano ucraniano-canadiense de la Segunda Guerra Mundial que luchó por la independencia de Ucrania contra los rusos y continúa apoyando a las tropas hoy, incluso a sus 98 años». Rota elogió a Hunka, afirmando que «es un héroe ucraniano, un héroe canadiense, y le agradecemos todo su servicio. Gracias». Después de los elogios de Rota, la cámara le dio una gran ovación, a la que también se unieron Zelenski, su esposa y el primer ministro canadiense Justin Trudeau.
El primer ministro Trudeau también invitó a Hunka a asistir a un mitin en Toronto con motivo de la visita de Zelenski. Hunka había sido propuesto por el Congreso canadiense de Ucrania. Pero no asistió.
En los días posteriores al escándalo, varios neonazis depositaron flores en el monumento a las SS Galicia en Oakville (Ontario). En las redes sociales agradecieron a Hunka y dijeron que la división de las SS luchó para defender Europa de «la pestilencia asiático-comunista». Esas acciones fueron condenadas por grupos judíos y renovaron las demandas para la demolición del monumento.

### Reacciones
Las reacciones a la invitación de Hunka al parlamento y su posterior ovación fueron en su mayoría negativas y generaron titulares internacionales.

#### Organizaciones judías
Los Amigos del Centro Simon Wiesenthal de Estudios del Holocausto declaró que se encontraba «bastante perturbado» por el hecho de que un veterano de una división nazi que participó en el genocidio de los judíos, hubiera recibido tal homenaje y declaró que la División Galitzia, en la que había servido como voluntario Hunka, era «responsable del asesinato en masa de civiles inocentes con un nivel de brutalidad y malicia que es inimaginable». Haciendo referencia a eventos como la masacre de civiles polacos de Huta Pieniacka en 1944. En la misma nota de prensa, añadió que «se debe dar una disculpa a todos los supervivientes del Holocausto y veteranos de la Segunda Guerra Mundial que lucharon contra los nazis, y se debe dar una explicación de cómo ese individuo entró en el Parlamento canadiense y recibió el reconocimiento del presidente de la Cámara y una ovación».
El director ejecutivo de la filial en Canadá de la organización filantrópica judía, B'nai Brith, Michael Mostyn, dijo que es más que escandaloso que el Parlamento haya honrado a un exmiembro de una unidad nazi, según su declaración «no podemos permitir que se blanquee la historia» los «ideólogos ultranacionalistas» ucranianos que se ofrecieron como voluntarios para luchar en las filas de la División Galitzia «soñaban con un estado ucraniano étnicamente homogéneo y respaldaban la idea de limpieza étnica».

#### Canadá
Gracias al politólogo Iván Katchanovski, que ha trabajado para dar visibilidad a los textos escritos por Hunka y las imágenes que él mismo había publicado sobre sus vivencias bélicas, el episodio ha causado un escándalo político.
En una declaración publicada el 24 de septiembre, Rota aceptó la responsabilidad de invitar a Hunka a la ceremonia y afirmó que «en particular, quiero extender mis más profundas disculpas a las comunidades judías en Canadá y en todo el mundo. Aceptó toda la responsabilidad por mi acción».  Además añadió que «nadie, incluyendo a mis compañeros parlamentarios o la delegación de Ucrania, tenía conocimiento de mi intención de hacer las declaraciones antes de que yo las hiciera. La iniciativa fue totalmente mía, el individuo en cuestión era de mi distrito y fue llamado a mi atención».
El líder conservador, Pierre Poilievre, culpó al primer ministro Justin Trudeau de los hechos, al afirmar que «ningún diputado (excepto Justin Trudeau) tuvo la oportunidad de verificar los antecedentes de este individuo antes de ser presentado y honrado en la Cámara de los Comunes. Sin previo aviso ni contexto», «era imposible para cualquier diputado en la cámara (excepto Trudeau) conocer su oscuro pasado».
Ann-Clara Vaillancourt, secretaria de prensa de Trudeau, calificó la disculpa de Rota como «lo correcto» y enfatizó que la responsabilidad de invitar a Hunka a la sesión del parlamento fue únicamente suya.  Por su parte el primer ministro canadiense Justin Trudeau, calificó el incidente de «extremadamente molesto» y añadió que «el presidente ha reconocido su error y se ha disculpado, pero esto es algo que es profundamente vergonzoso para el parlamento de Canadá y, por extensión, para todos los canadienses». La ministra de Asuntos Exteriores de Canadá, Mélanie Joly, añadió, el 26 de septiembre, que «fue una vergüenza para la Cámara y para los canadienses, y creo que el presidente debería escuchar a los miembros de la Cámara y dimitir». Ese mismo día, Rota anunció su dimisión como presidente de la Cámara de los Comunes por la polémica: «me levanto para informar con gran pesar de mi renuncia como presidente de la Cámara de los comunes».
El 27 de septiembre, después de una gran número de críticas de la oposición y de los medios de comunicación, Trudeau, finalmente, se disculpó por el homenaje al excombatiente nazi «en nombre de esta cámara, me gustaría disculparme de forma sincera por lo que pasó el viernes y por la situación en la que se colocó al presidente Zelenski y a la delegación ucraniana. Rendir tributo a ese individuo sin saber quién era fue un terrible error y una violación de la memoria de todos aquellos que sufrieron crueldades a manos del régimen nazi».
El presidente de la Federación Nacional Ucraniana de Canadá defendió a Hunka y afirmó que no había nada malo en que el Parlamento canadiense aplaudiera a un hombre «que luchó por su país», aunque reconoció que dadas las circunstancias «esto puede no haber sido correcto». El Congreso Ucraniano Canadiense dijo en un comunicado que había «páginas difíciles y dolorosas en la historia común de las comunidades que se han establecido en Ucrania» y que reconocía que «los acontecimientos recientes que han puesto estas páginas en primer plano han causado dolor y angustia». Por su parte, el presidente Zelenski y el gobierno ucraniano no han hecho comentarios sobre el incidente. La controversia ha renovado el debate en torno a las políticas de inmigración permisivas que permitieron a muchos presuntos criminales de guerra nazis establecerse en Canadá después de la Segunda Guerra Mundial.
Según el periódico académico The Conversation, «el escándalo ilustra el desconocimiento de los dirigentes políticos canadienses sobre el frente oriental durante la Segunda Guerra Mundial. También muestra los estrechos vínculos entre el conflicto y la invasión rusa de Ucrania».
El 3 de octubre, el periódico estadounidense-judío The Forward reveló que otro veterano de la 1.ª División Galitzia, Peter Savaryn, fue galardonado, en 1989, con la Orden de Canadá (la segunda condecoración más alta que un ciudadano canadiense puede recibir). La gobernadora general de Canadá, Mary Simon, se disculpó públicamente y expresó su «profundo pesar» por el premio concedido a Savaryn.

#### Polonia
El 26 de septiembre, el ministro de Educación polaco, Przemysław Czarnek, declaró que su gobierno había tomado medidas para la «posible extradición» de Hunka como criminal de guerra. En una publicación realizada en Twitter, Czarnek dijo: «En vista de los escandalosos acontecimientos en el Parlamento canadiense, que implicaron honrar a un miembro de la formación criminal nazi SS Galitzia en presencia del presidente Zelenski, He tomado medidas para la posible extradición de este hombre a Polonia. #NOForFalsifyingHistory!» Así mismo, Czarnek, ha solicitado al presidente del Instituto de la Memoria Nacional, que «urgentemente» se examinen los documentes necesarios para esclarecer si Hunka, es sospechoso de haber cometido crímenes de guerra contra la nación polaca o contra judíos polacos, y agregó que «los signos de tales crímenes son motivo para solicitar su extradición a Canadá».

#### Rusia
Por su parte, Rusia acusó a Canadá de «coquetear con el nazismo». El 26 de septiembre de 2023, el Ministerio de Asuntos Exteriores de Rusia anunció que «tomaremos las medidas necesarias en el contexto de las relaciones ruso-canadienses, que atraviesan una profunda crisis por culpa del Gobierno de Otawa». Además, en el mismo comunicado, la cancillería rusa condenó que actualmente «su cultura, sus valores religiosos y tradicionales, tienen raíces relacionadas con el nazismo. No es casualidad que en este país se hayan erigido monumentos a los líderes del nacionalismo ucraniano y que la gran mayoría de los nazis que recibieron asilo, como Yaroslav Hunka, vivan tranquilamente su vida, elogiados y defendidos (…) como luchadores contra el comunismo ruso».
El secretario de prensa del presidente de la Federación de Rusia, Dmitri Peskov, calificó el incidente como «indignante» y añadió que supone un desprecio por la verdad histórica «Semejante descuido de la memoria es escandaloso. Muchos países occidentales, incluido Canadá, han criado una generación joven que no sabe quién luchó contra quién o qué pasó durante la Segunda Guerra Mundial. Y no saben nada sobre la amenaza del fascismo». Según Peskov los aplausos al antiguo combatiente de las SS «confirman» la ideología fascista del Gobierno de Kiev.
En un discurso pronunciado el 5 de octubre de 2023 en la reunión anual del Club Valdai, el presidente ruso Vladímir Putin afirmó que el hecho de que Hunka fuera aplaudido por el presidente Zelenski era «un signo de la nazificación de Ucrania» y «precisamente por eso es necesario desnazificar Ucrania». Dijo además que Rota «esencialmente agrupaba a los colaboradores nazis, las tropas de las SS y el ejército ucraniano de hoy», lo que «sólo confirma la tesis [de Rusia] de que uno de los objetivos [de Rusia] en Ucrania es la desnazificación».

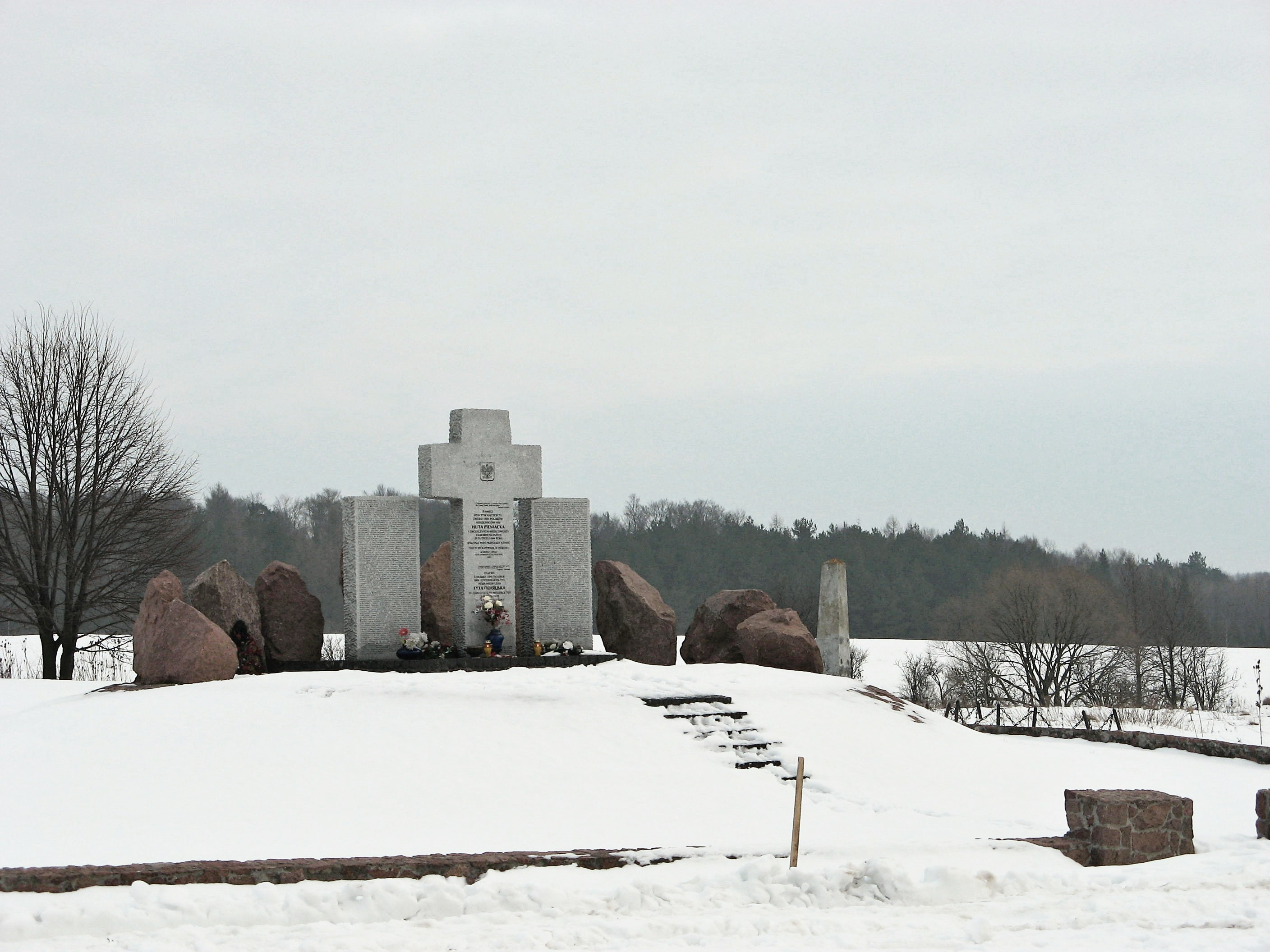
Monumento en honor a las víctimas de la masacre de Huta Pieniacka

El 20 de octubre, el Comité de Investigación de Rusia dijo en un comunicado que había acusado in absentia a Hunka de «genocidio de civiles en el territorio de la República Socialista Soviética de Ucrania durante la Gran Guerra Patria», afirmando que Yaroslav Hunka (también conocido como Gunko) y otros miembros de la división habían matado «al menos a 500 ciudadanos de la URSS» en la masacre de Huta Pieniacka. La declaración también decía que los investigadores estaban considerando emitir una orden de arresto internacional contra Hunka. El 26 del mismo mes el Ministerio del Interior de Rusia incluyó a Hunka en el listado internacional de fugitivos de la Justicia rusa.
El 12 de febrero de 2024 la embajada rusa en Ottawa solicitó la extradición de Hunka al que Rusia acusa de participar en varias matanzas de civiles, incluida la masacre de al menos 500 habitantes de la aldea de Huta Pieniacka que entonces formaba parte de la URSS. Por su parte Canadá rechazó la solicitud de extradición alegando la inexistencia de un tratado de extradición entre ambos países. En agosto de 2024, la Fiscalía General de Rusia, anunció que Hunka se encontraba en búsqueda y captura internacional. Al haber sido incluido su nombre en la base de datos de la Organización Internacional de Policía Criminal (Interpol).